# Frankfurtfreden

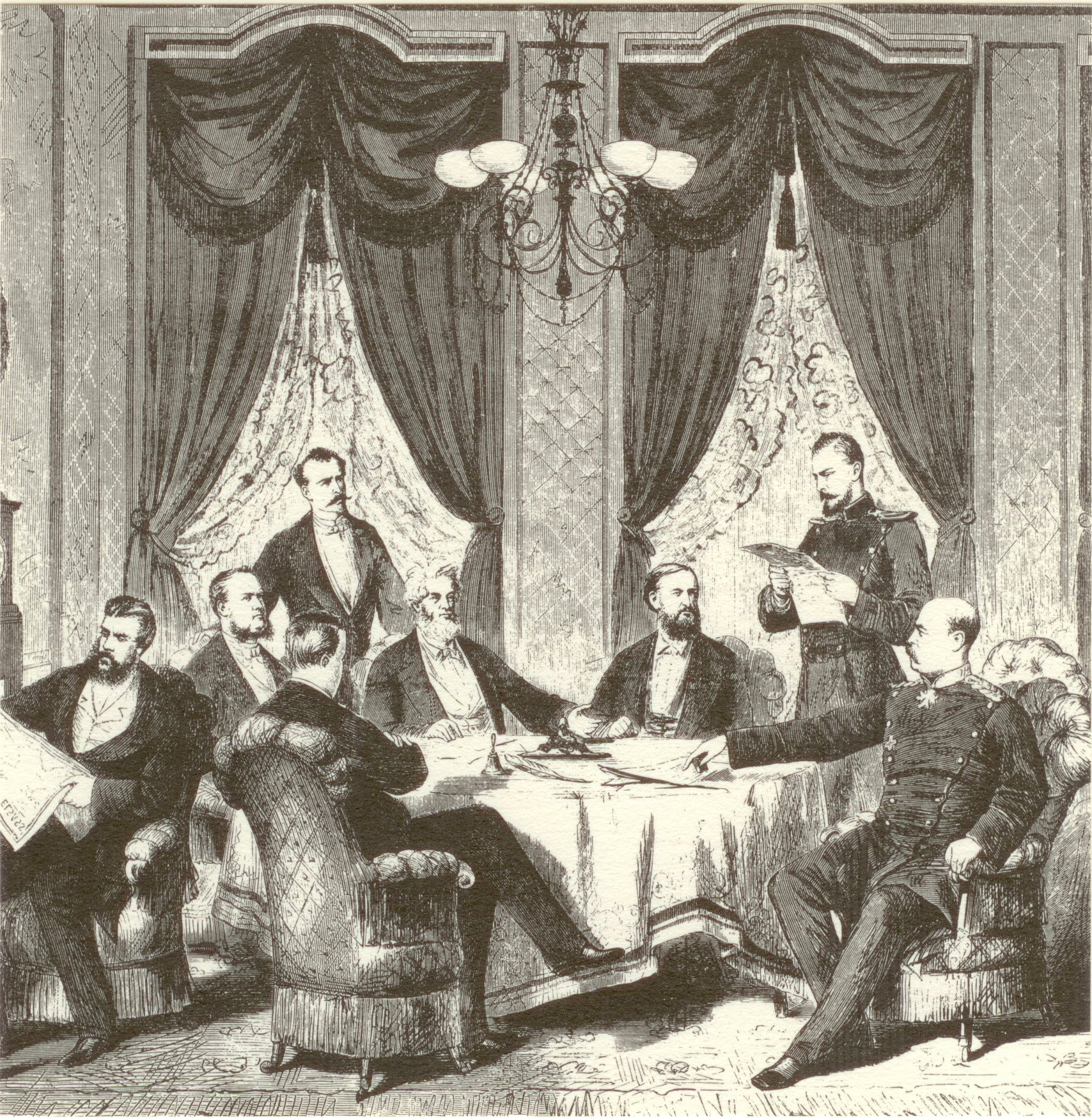
Fredsförhandlingarna i Frankfurt am Main.

Frankfurtfreden var en fred som slöts i Frankfurt am Main den 10 maj år 1871 efter fransk-tyska kriget och som gav Tyskland provinsen Elsass-Lothringen. 
Freden efterlämnade i Frankrike en revanschstämning som präglade fransk utrikespolitik fram till första världskriget och skapade den tysk-franska arvsfiendskapen som fick ett slut först efter andra världskriget var över och de två staterna (Frankrike och Västtyskland) började söka ett närmare samarbete genom Europeiska kol- och stålgemenskapen. 

## Innehåll
Fredsfördraget följde på det avtal som tidigare skrivits under i Versailles. Det innehåller 18 artiklar och tre tilläggsartiklar. I ett protokoll fastslås de sydtyska staterna Baden, Bayern och Württembergs inträde i kriget. De tre staterna kom med i kriget genom den militära allians som skapats mellan dem och det av Preussen dominerade Nordtyska förbundet. De blev samtidigt delar av det Tyska riket.
Vidare slås demarkationslinjen fast och Frankrikes kriggsskadestånd på fem miljarder guldfrank. Frankrike skulle inom fem år betala skadeståndet. I artikel två slås fast att invånare i de områden som Frankrike tvingats lämna ifrån sig ska flytta till Frankrike. Vidare finns bestämmelser rörande krigsfångar, handelsavtal och järnvägsnäten.

## Följder
Frankrike förlorade större delen av områdena Alsace och Lorraine som blev Reichsland Elsass-Lothringen som en del av Tyska riket. Fram till det att krigsskadeståndet betalats blev tyska trupper kvar i östra Frankrike. När Frankrike betalat skadeståndet i förväg lämnade de sista tyska trupperna landet 16 september 1873.